# Times of Indonesia
Times of Indonesia was een Engelstalige krant in Indonesië. Het werd opgericht in 1952 en was het eerste dagblad in die taal in het onafhankelijke Indonesië. De oprichter en eerste hoofdredacteur was Mochtar Lubis, die nauwe banden had met de top van het leger. Na de rebellie van de Pemerintah Revolusioner Republik Indonesia werd op 31 oktober 1960 de vergunning voor publicatie ingetrokken, waardoor het blad niet langer verscheen.
Pas in 1983 verscheen er weer een Engelstalige krant in Indonesië, namelijk de Jakarta Post.